# ㆇ
ㆇ는 옛 한글 모음이다. 훈민정음에 나와있으며, 기타 용례가 없는점에서 중성은 기본자들의 조합으로 이뤄진다는 것을 설명하기 위해 만든 글자로 추정된다.